# Ancylorhynchus hylaeiformis
Ancylorhynchus hylaeiformis là một loài ruồi trong họ Asilidae. Ancylorhynchus hylaeiformis được Speiser miêu tả năm 1910. Loài này phân bố ở vùng nhiệt đới châu Phi.